# Iván Benítez
Iván Benítez (Las Palmas de Gran Canaria, 31 de mayo de 1988) es un futbolista español que juega en la demarcación de defensa para el U.D. San Fernando de la Tercera División de España.

## Biografía
En 2007 debutó como futbolista con la UD Las Palmas, turnándose también con el filial, la UD Las Palmas Atlético. Finalmente en 2009 fichó por el FC Barcelona "B", llegando a ascender con el club a la segunda división de España. Un año después el Club Atlético de Madrid "B" se hizo con sus servicios, jugando siete partidos con el equipo. 
En 2011 se fue a Chipre para jugar con el Doxa Katokopias, y un año después con el Nea Salamina Famagusta. En 2013 le fichó el FK Inter Baku de la Liga Premier de Azerbaiyán con el que llegó a disputar la UEFA Europa League, pero una lesión en 2015 frenó su trayectoria en el equipo. 
En 2018 se hace oficial su fichaje por el U.D. San Fernando, equipo al que llegó con la carta de libertad. Sin embargo, lastrado por las continuas recaídas en su lesión de rodilla, no ha podido disfrutar de muchos minutos desde su llegada el equipo canario.[cita requerida]

## Clubes
| Club                        | País       | Año                | Partidos | Goles |
| --------------------------- | ---------- | ------------------ | -------- | ----- |
| UD Las Palmas               | España     | 2007 - 2008        | 19       | 1     |
| UD Las Palmas Atlético      | España     | 2008 - 2009        | 2        | 0     |
| FC Barcelona "B"            | España     | 2009 - 2010        | 12       | 0     |
| Club Atlético de Madrid "B" | España     | 2010 - 2011        | 7        | 0     |
| Doxa Katokopias             | Chipre     | 2011               | 10       | 0     |
| Nea Salamina Famagusta      | Chipre     | 2011 - 2013        | 48       | 0     |
| FK Inter Baku               | Azerbaiyán | 2013 - 2018        | 34       | 0     |
| U.D. San Fernando           | España     | 2018 - Actualmente | 10       | 2     |